# El-Biar
El-Biar is een voorstad van de Algerijnse hoofdstad Algiers. El-Biar werd opgericht als zakencentrum en is vandaag een residentiële wijk, vooral voor de rijken.
De naam El-Biar betekent in het oud-Arabisch letterlijk "de putten". In El-Biar wonen ongeveer 55 000 inwoners.

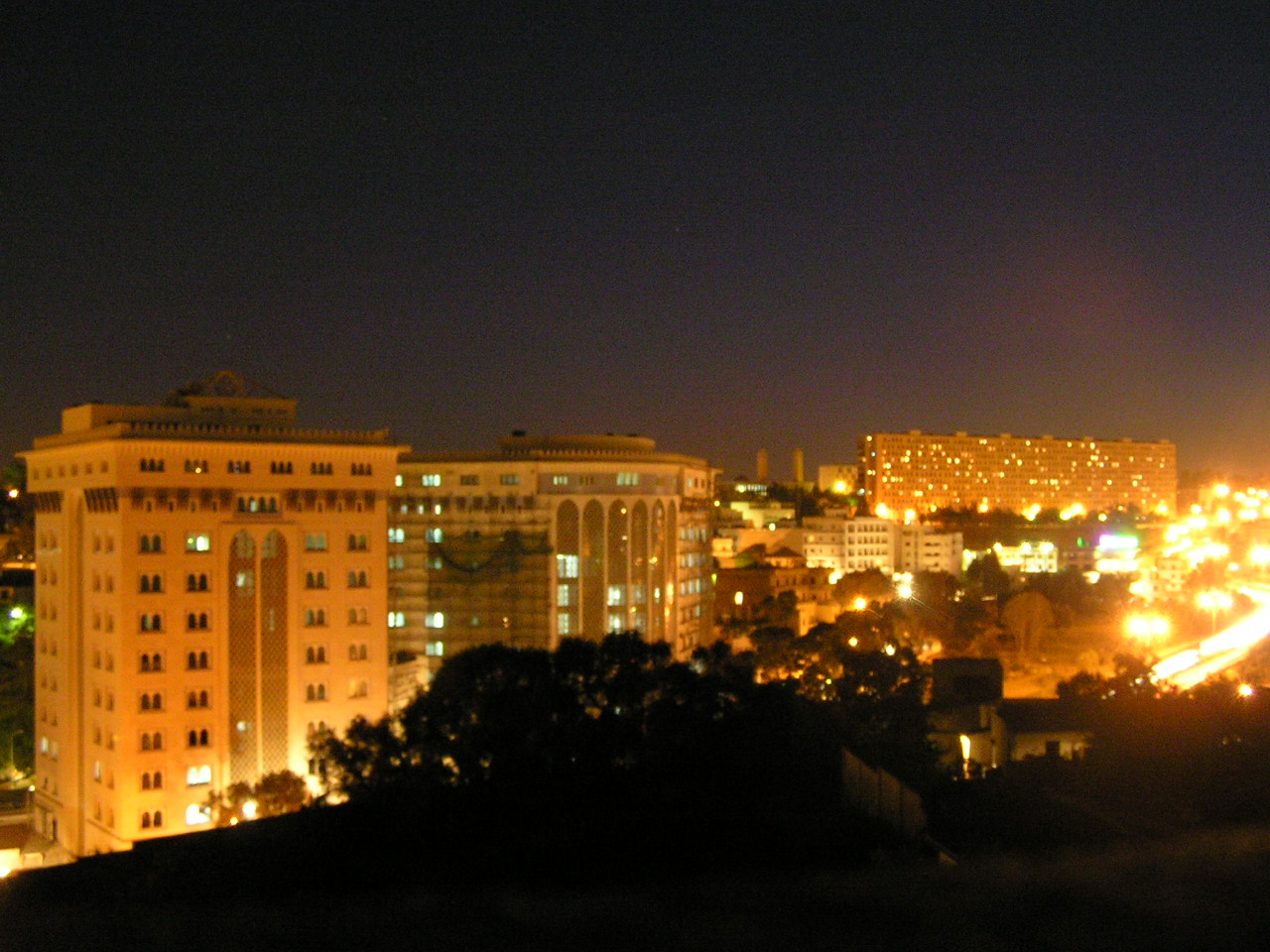
El-Biar

## Geboren in El-Biar
- Reda Taliani (1980), een zanger
- Jacques Derrida (1930-2004), een Frans filosoof
- Dahmane El Harrachi, een chaabi zanger